# Gellershausen (Heldburg)
Gellershausen ist ein Ortsteil der Stadt Heldburg im Landkreis Hildburghausen in Thüringen.

## Lage
Das Dorf Gellershausen liegt im Heldburger Land an der Landesstraße 1135 zwischen Heldburg und Bad Rodach im bayerischen Coburger Land. In Ortsnähe liegt die Wüstung Kappelhäck.

## Geschichte
Gellershausen wurde erstmals 1157 urkundlich genannt. Dem Ort ist das Datum 1158 bekannt. Einst war der Ort ein Vorwerk des fürstlichen Amtes Heldburg.
1700 erfolgte der Neubau der Kirche St. Cyriakus, deren Innenbemalung 1714 durchgeführt wurde. Das Dorf wird als Mittelpunkt des Heldburgerlandes bezeichnet. 353 Einwohner lebten 2012 im Ort.